# 千明孝一
千明孝一（日语：／ Chigira Kōichi，1959年—），日本男性動畫師、動畫演出家、動畫導演、編劇。

## 來歷
1979年進入動畫公司龍之子動畫技術研究所。轉入Studio Tech之後，1989年電影動畫《金星戰記》首次負責演出的工作。同年以《少棒小魔投》第一次在電視動畫領域擔任演出。1990年OVA《NINETEEN 19》第一次擔任導演。成為演出家之前有動畫師的經歷，其中1988年電影動畫《機動戰士鋼彈 逆襲的夏亞》作為原畫在工作人員表字幕中列出。
動畫公司日昇動畫棒球隊所屬，之後負責日昇動畫的《新機動戰記鋼彈W》的演出和分鏡。自1996年OVA《青之6號》負責演出以來，一直在動畫製作公司GONZO工作。2006年憑藉電影動畫《勇者物語》第一次擔任導演而受到關注。

## 參加作品

### 電視動畫
1980年
- 科學小飛俠F（作畫）
- 萬能戰士無比敵（動畫作監）

1985年
- 機動戰士Z鋼彈（原畫）

1988年
- 橙路（作畫監督）

1989年
- 少棒小魔投（分鏡、演出）

1990年
- YAWARA！（分鏡、演出）

1994年
- 魔法騎士雷阿斯（分鏡、演出）

1995年
- 新機動戰記鋼彈W（分鏡）
- H2（分鏡）
- 伊沙米大冒險（分鏡、演出）

1996年
- 機動新世紀鋼彈X（分鏡）
- 浪客劍心（—1998年，演出）

1997年
- 貓狐警探（日语：はいぱーぽりす）（分鏡、演出）

1998年
- 波波羅古洛伊斯物語（分鏡）

2000年
- 銀河冒險戰記（分鏡）
- 捍衛者（導演）

2001年
- 地球少女Arjuna（分鏡）
- 銀河冒險戰記 胎動篇（分鏡）

2002年
- 驚爆危機！（導演、劇本統籌[a]）[1]
- Witch Hunter ROBIN（分鏡）

2003年
- 最後流亡（導演、劇本統籌、編劇）[2][3]

2004年
- 馳風競艇王（日语：モンキーターン (漫画)）（編劇）

2006年
- 魔女之刃（分鏡）

2007年
- 南瓜剪刀（分鏡）

2008年
- 迷宮塔 ～烏魯克之盾～（導演）

2009年
- 迷宮塔 ～烏魯克之劍～（導演）
- 香格里拉（分鏡）

2011年
- 最後流亡 -銀翼的飛夢-（導演[4][5]、編劇、音響監督）

2013年
- 宇宙戰艦大和號2199（分鏡）

2014年
- 劍靈 Blade & Soul（分鏡）
- 笑傲曇天（分鏡）

2016年
- 幸運邏輯（導演、編劇、分鏡）

2017年
- 銀之守墓人（編劇）
- 18if（第7話：導演、編劇、分鏡、演出、作畫監督、音響監督）

2020年
- 花牌情緣3（分鏡）
- IDOLiSH7 Second BEAT！（分鏡）
- 強襲魔女 ROAD to BERLIN（分鏡）

2021年
- 2.43 清陰高中男子排球社（分鏡）
- 入間同學入魔了！（分鏡）
- 魯邦三世 PART6（—2022年，編劇[b]、分鏡[c]、演出[d]、劇集導演[e]、原畫[f]、美術設定[g]）

2022年
- 惑星公主蜥蜴騎士（分鏡）
- 福星小子 (2022年版)（演出）

### 電影動畫
1988年
- 機動戰士鋼彈 逆襲的夏亞（原畫）

1989年
- 金星戰記（日语：ヴイナス戦記）（演出）

1990年
- 隨風而逝的記憶（原畫）

1993年
- 獸兵衛忍風帖（原畫）

1998年
- 歡迎來到羅德斯島！（導演）
- 名偵探柯南：第十四號獵物（原畫）

1999年
- 名偵探柯南：世紀末的魔術師（原畫）

2006年
- 勇者物語（導演）

2013年
- 龍 -RYO-（日语：龍 -RYO-）（導演[14][15]、音響監督、編劇）

### OVA
1986年
- 琉恩傳說芙蕾雅（日语：リヨン伝説フレア#リヨン伝説フレア）（原畫）

1990年
- NINETEEN 19（日语：NINETEEN 19）（導演、分鏡）

1991年
- 帝都物語 震災篇（導演、作畫監督）

1992年
- 東京巴比倫（導演）

1993年
- 輾轉難眠的江戶！（日语：お江戸はねむれない!）（導演）

1994年
- 幽幻怪社（導演）
- 嬌娃夏生的危機（日语：なつきクライシス） 第1卷（導演）
- BRONZE KoJI NANJo cathexis（日语：絶愛-1989-）（分鏡）
- 東京巴比倫2（導演）

1997年
- 魔法騎士雷阿斯（原畫）

1998年
- 青之6號（—2000年，美術設計、設定、分鏡、演出、原畫）

1999年
- 思春期美少女合體機械人Zmind（日语：思春期美少女合体ロボ ジーマイン）（分鏡）

### 網路動畫
2020年
- 蟲籠的卡伽斯特爾（導演、編劇、分鏡）

2022年
- 我不擅於「請用一個詞形容自己」這個問題。（導演[16]、分鏡、演出）
- 轟天高校生（分鏡）

2023年
- 我的主题標籤不起眼。（導演）

### 遊戲
1996年
- 狂野歷險（動畫分鏡）

## 腳註

## 相關項目
- 龍之子製作公司
- 富野由悠季
- 龜山千廣

## 外部連結
- 千明孝一的X（前Twitter） （日語）